# همسرم (فیلم)
همسرم (انگلیسی: My Wife) یک فیلم کمدی به کارگردانی تینتو براس، مائورو بولونینی، و لوئیجی کومنچینی است که در سال ۱۹۶۴ منتشر شد.

## بازیگران
- آلبرتو سوردی
- سیلوانا مانگانو
- کلودیو گورا
- مینو دورو
- النا فابریتسی
- ماریا تدسکی